# Кулик Андрій Олександрович
Андрій Кулик (нар. 30 серпня 1989 Суми) — український велосипедист, член львівської команди. Він є сином колишнього тренера збірної України Олександра Кулика, який загинув 3 березня 2022 року під час вторгнення Росії в Україну.

## Нагороди
- 2010 рік
  - 6-й етап туру Балтик-Карноноше
- 2012 рік
  - 2-й, 4-й та 6-й етапи туру по Румунії
- 2014 рік
  - 5-й етап Словацького туру
  - 2-й Гран-прі Москви
- 2015 рік
  - 1 етап szlakiem grodów piastowskich
  - Балтійський кільцевий тур :
    - Загальна класифікація
    - 2-й етап
- 2016 рік
  - Вишеград 4 велогонка — ВП Словаччина
  - 2 — 2 етап на Турі України (командний час)
- 2017 рік
  - 2-й етап туру Балтик-Карконоше
- 2019 рік
- Чемпіон України з велоспорту на шосе
  - 3 місце Гран-прі Вело Аланії
- 2021 рік
  - 3 місце Гран-прі Вело Манавгат

## Глобальний рейтинг
| Рік                  | 2011 | 2012 | 2013 | 2014 | 2015 | 2016 | 2017 | 2018 | 2019 |
| -------------------- | ---- | ---- | ---- | ---- | ---- | ---- | ---- | ---- | ---- |
| Європейський тур UCI | 1153 | 382  | 603  | 269  | 166  | 723  | 690  | 1465 | 436  |
| Азійський тур UCI    |      |      |      | 135  | 19   |      | 417  | 296  |      |